# 中埠頭駅
中埠頭駅（なかふとうえき）は、兵庫県神戸市中央区港島中町七丁目（ポーアイ1期地区）に位置する神戸新交通ポートアイランド線（ポートライナー）の駅である。駅番号はPL08。近隣のジーベックホールにちなみ「ジーベックホール」の副駅名が付く。
「埠」が常用漢字にないため「ふ」頭としている駅がある（→中ふ頭駅、金城ふ頭駅等）が、当駅では「埠」頭と漢字で表記している（隣の北埠頭駅も同様）。

## 歴史
- 1981年（昭和56年）2月5日：ポートアイランド線開業に伴い、開業する[1]。
- 1995年（平成7年）
  - 1月17日：阪神・淡路大震災により営業を全線休止する。
  - 5月22日：中公園駅 - 南公園駅 - 北埠頭駅間の復旧に伴い営業を再開する（全線復旧は7月31日）。
- 2004年（平成16年）11月20日・21日：神戸空港方面への延伸工事に伴う軌道切替工事により、営業を全線終日休止する。
- 2005年（平成17年）9月10日・11日：神戸空港方面への延伸工事に伴う軌道切替工事により、営業を全線終日休止する。
- 2015年（平成27年）6月：「ジーベックホール前」の副駅名が付けられる[* 2]。

## 駅構造
ポートアイランド線の単線区間では唯一の島式ホーム1面2線を持つ高架駅である。駅の南側から、中埠頭車両基地への引き込み線が分岐しており、朝晩および朝夕ラッシュ前後にはこの駅を始発・終着とする列車がある。夜間滞泊の運用もある。
駅舎は、2階がコンコース、3階がプラットホーム。改札内にはエレベーター、エスカレーター、多目的トイレなどがある。道路を挟んだ駅東側の神戸新交通本社ビル（社員用出口）および東側歩道と、駅西側のファッションタウンまで歩道橋によって結ばれている。この歩道橋の西側階段横にはエレベーターが設置されている。

### のりば
| 番線 | 路線            | 行先                                        | 備考               |
| ---- | --------------- | ------------------------------------------- | ------------------ |
| 1    | ■ポートライナー | 三宮方面・神戸空港方面 （中公園駅のりかえ） |                    |
| 2    | ■ポートライナー | 三宮方面・神戸空港方面 （中公園駅のりかえ） | 当駅始発・終着のみ |

- 通常は1番線のみ使用する。車両基地へ入庫する当駅止まりの列車、車両基地から出庫した当駅始発の列車は2番線を使用する。
- 神戸空港行きの列車は発着しないため、中公園駅で乗り換える必要がある。

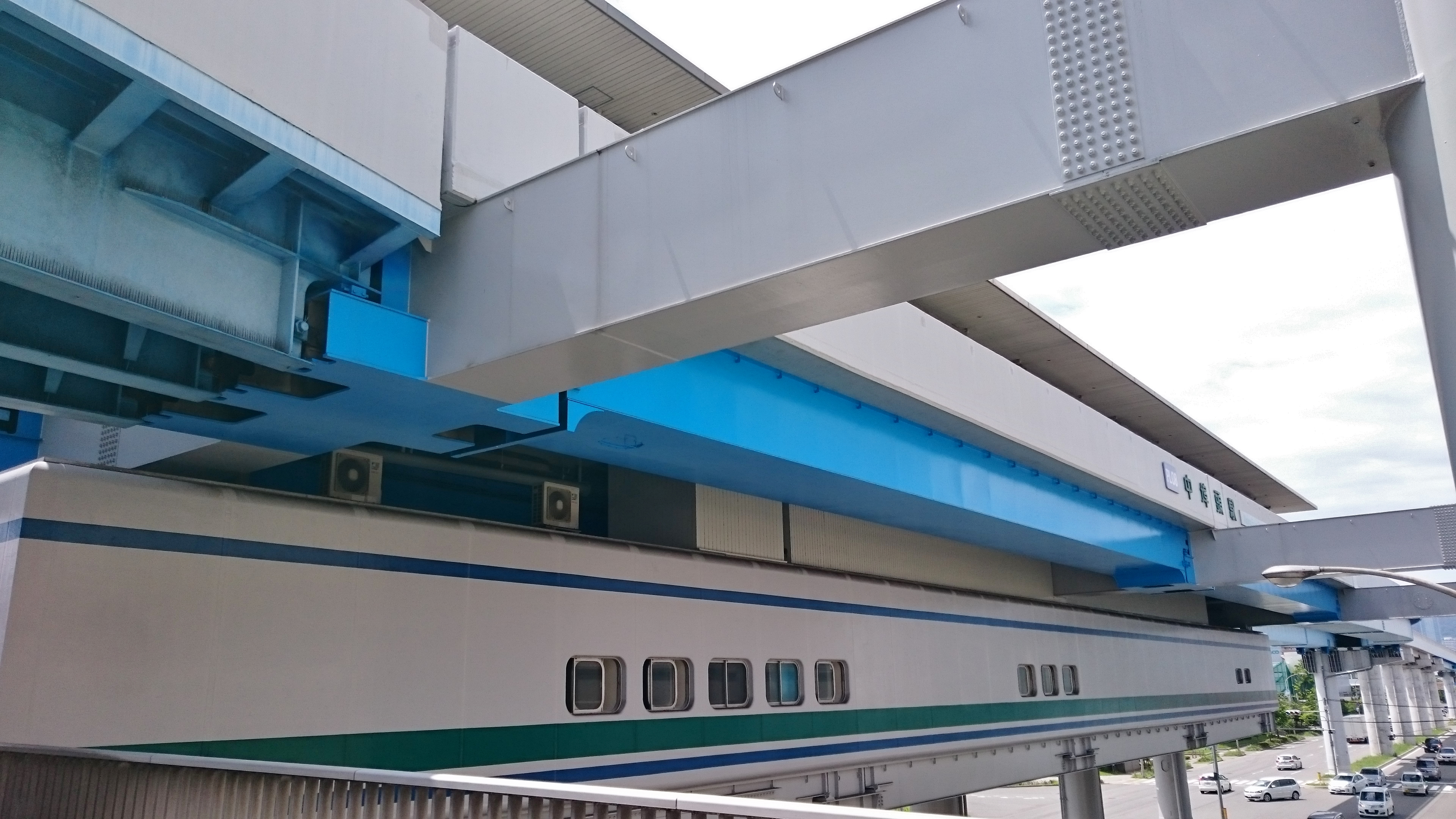
東側からの駅舎
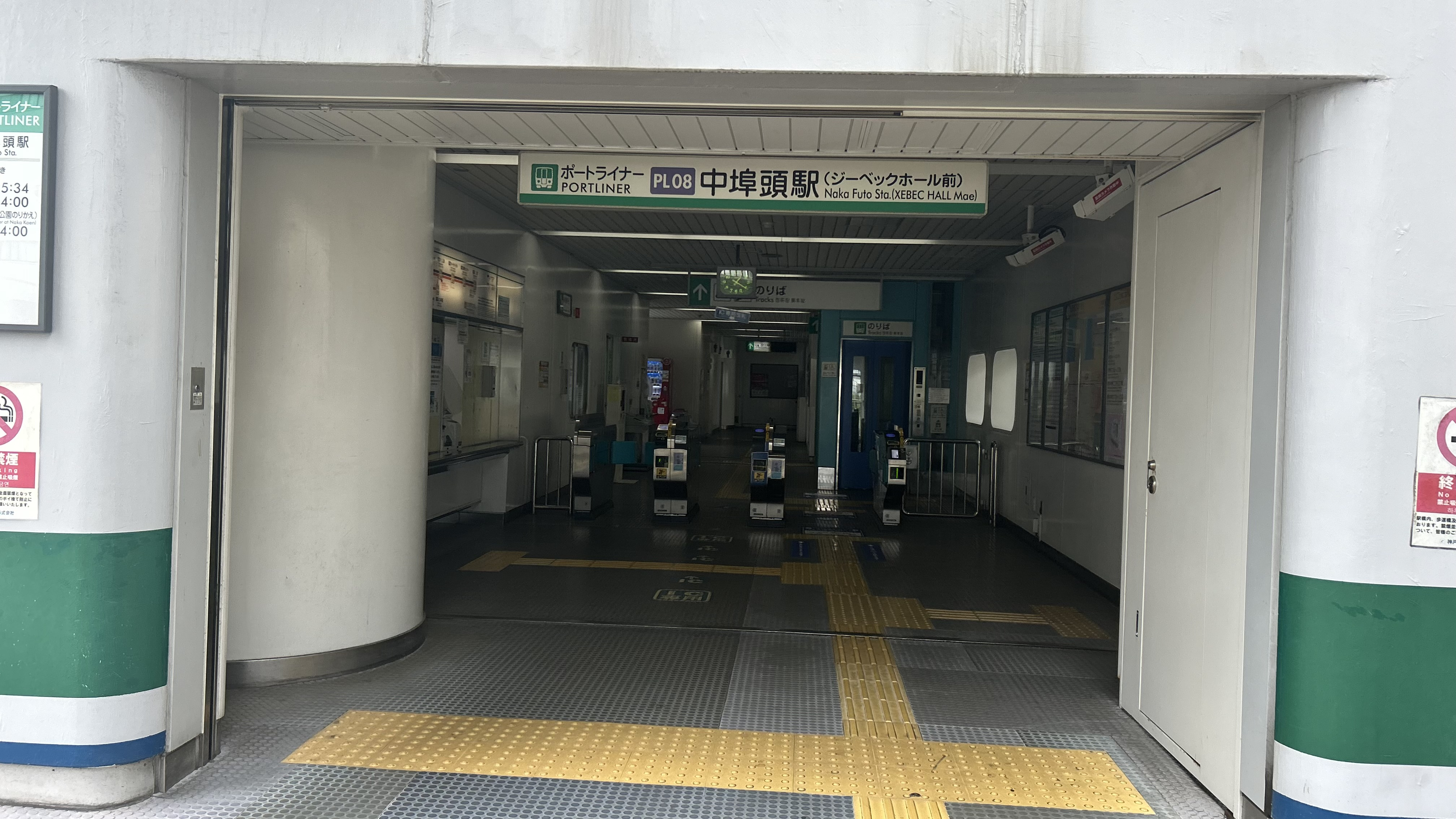
出入口
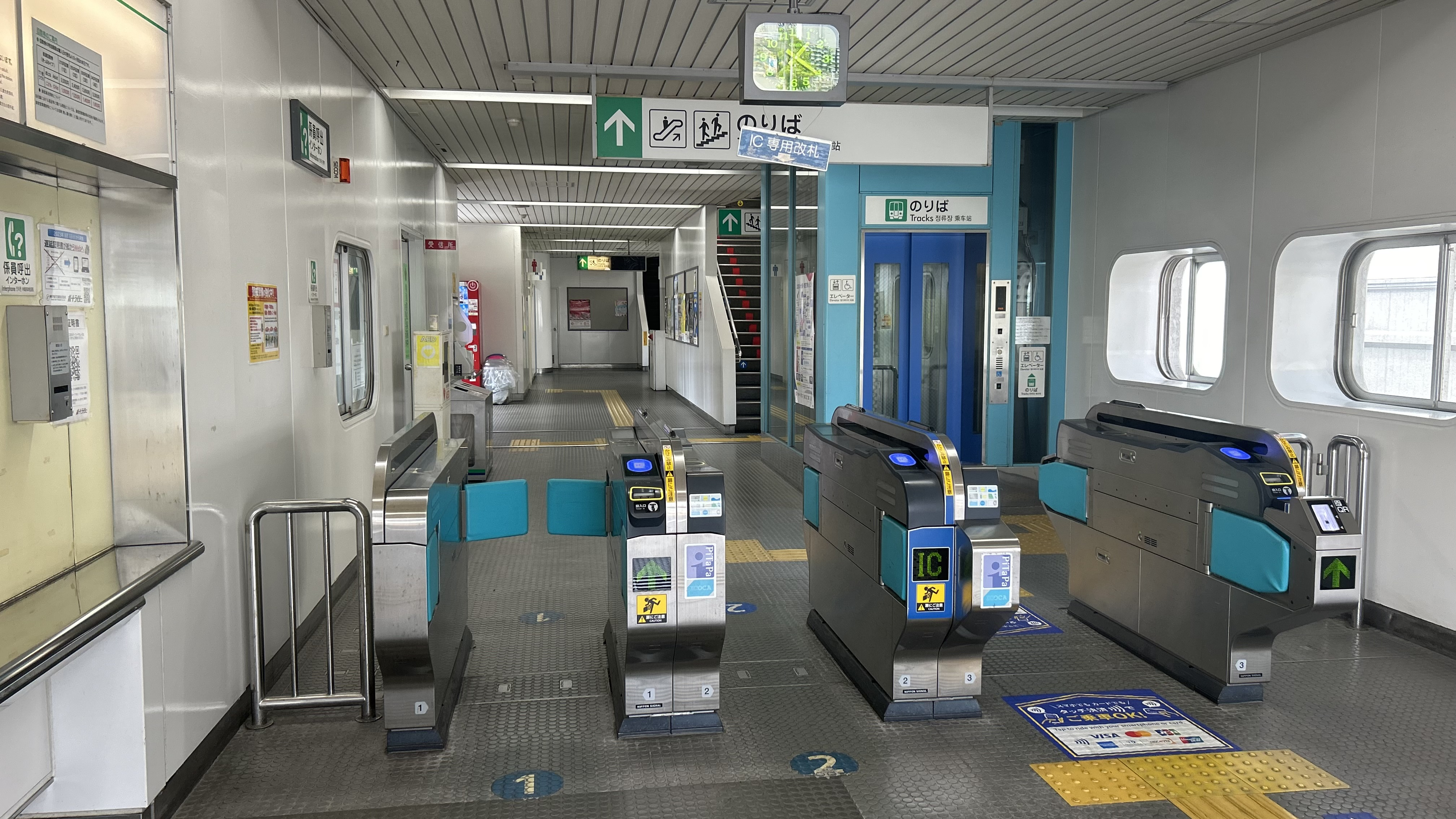
改札口
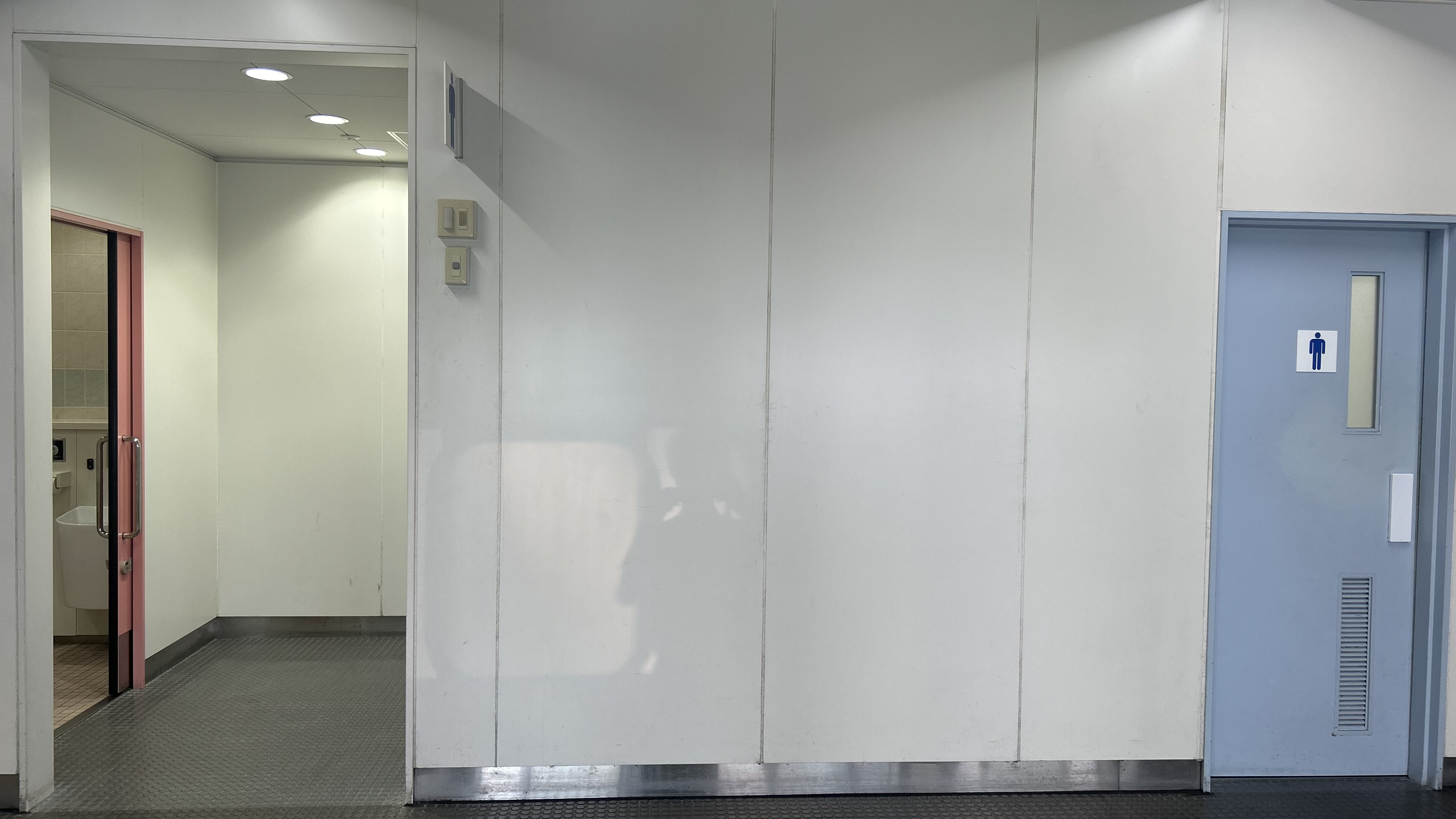
トイレ
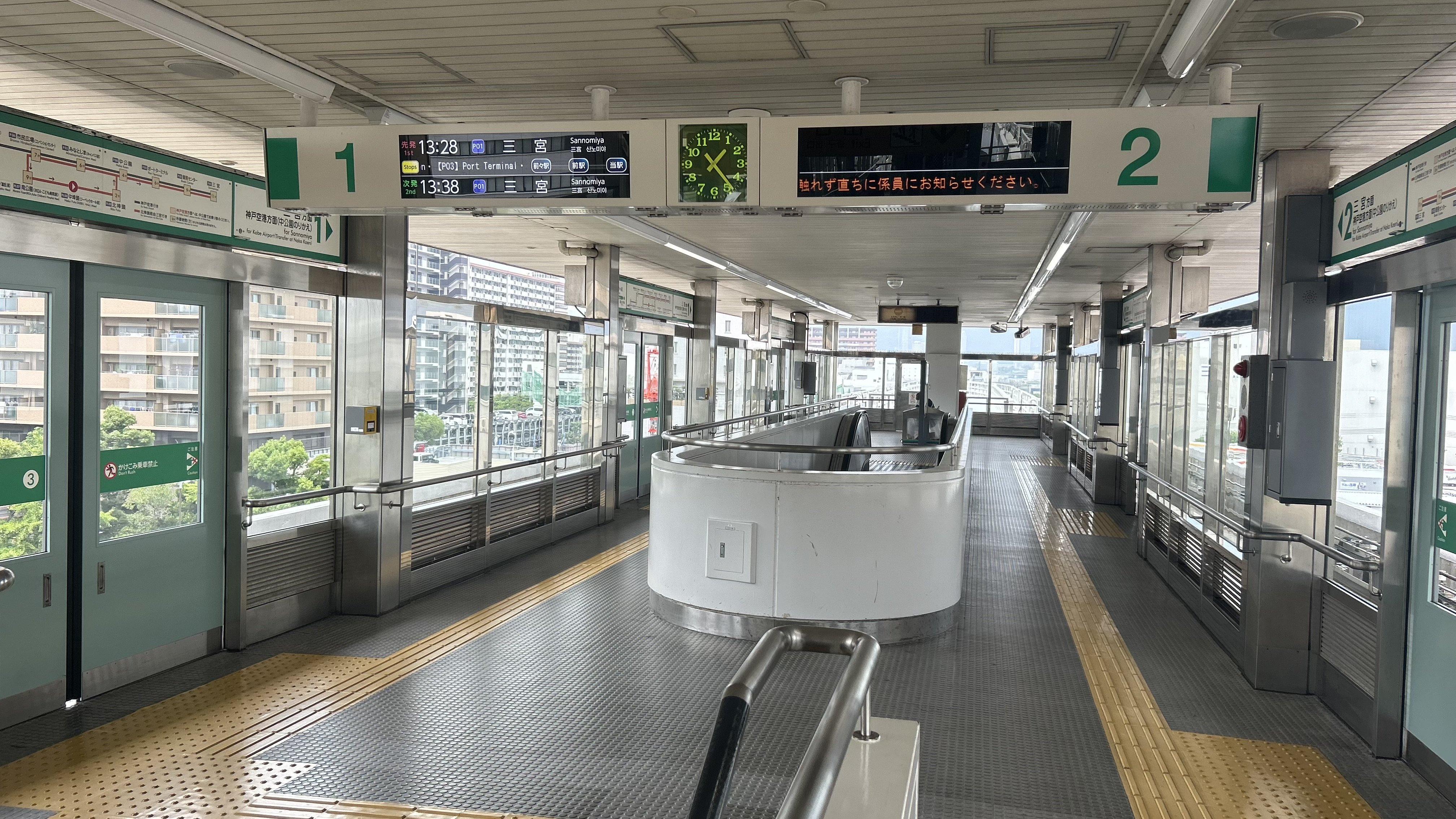
ホーム
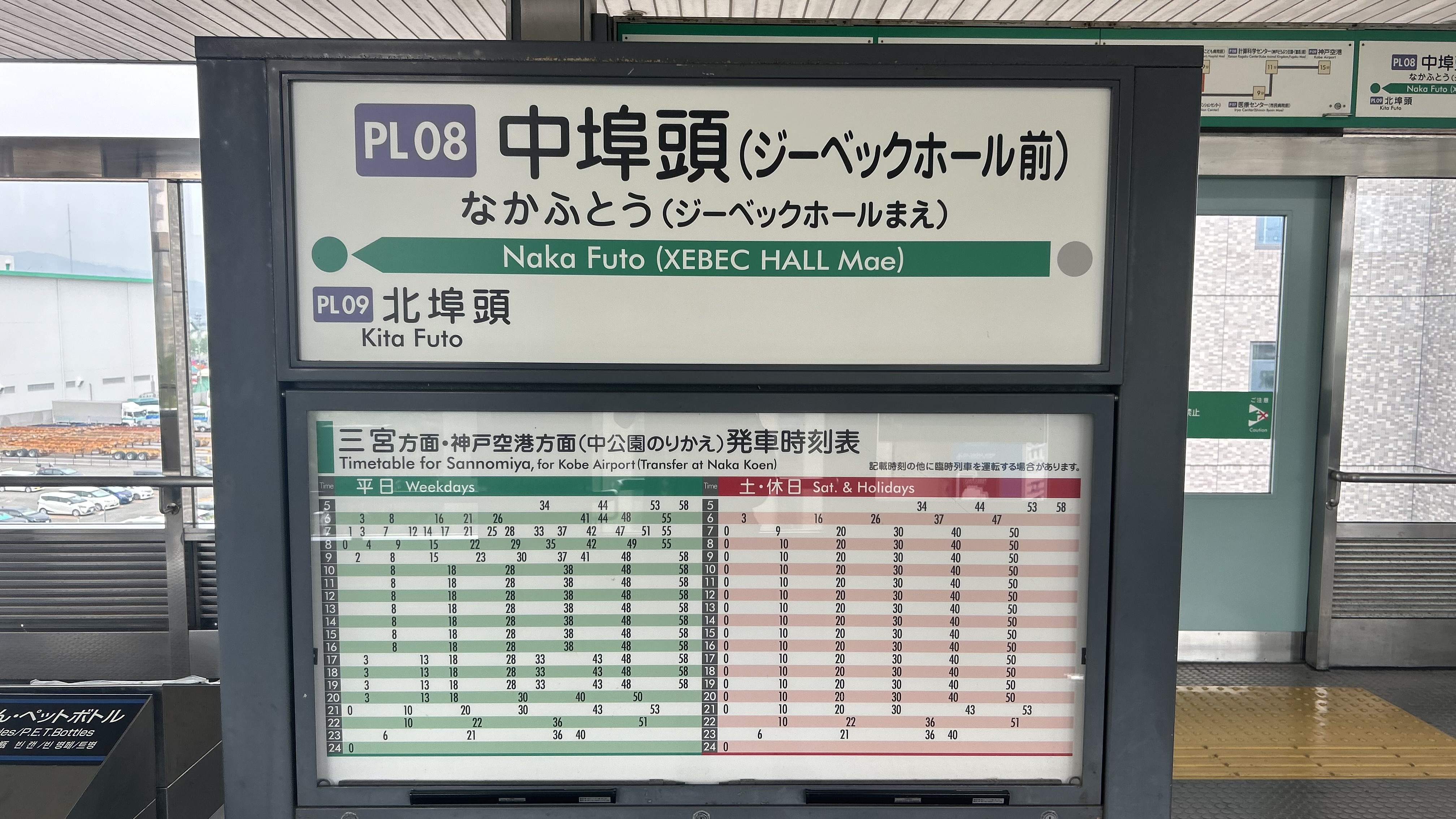
駅名標
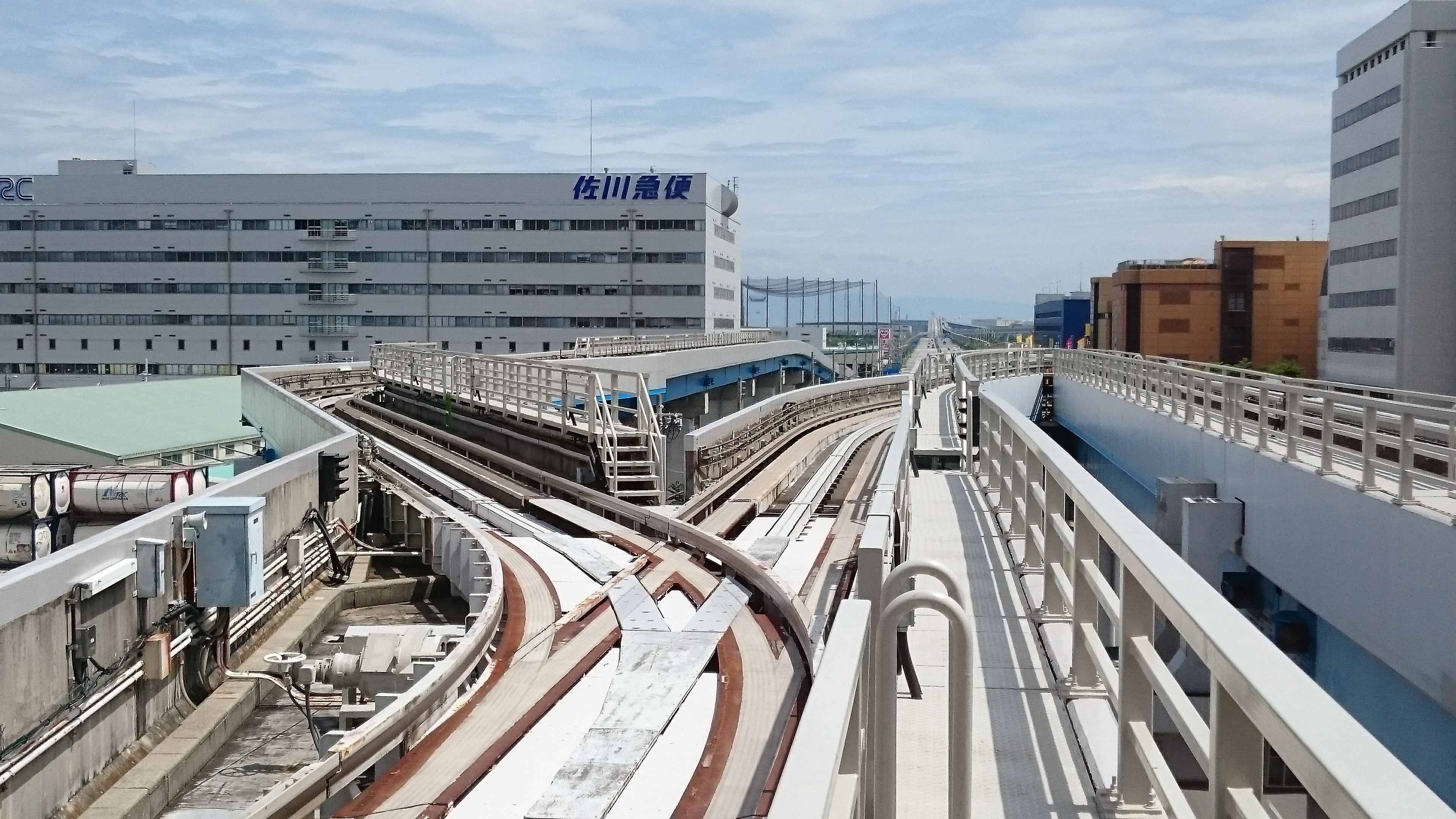
中埠頭車両基地への引き込み線

### ダイヤ
日中時間帯は1時間あたり6本発車する。朝ラッシュ時は約4 - 7分間隔で発車する。

## 利用状況
2019年度の1日あたりの平均乗車人員は1,620人で、神戸新交通の駅では第15位、ポートアイランド線では第10位。
1989年（平成元年）以降の年度別1日平均乗車人員の推移は下記の通りである。
| 年度               | 1日平均 乗車人員 |
| ------------------ | ---------------- |
| 1989年（平成元年） | 1,597            |
| 1990年（平成02年） | 1,797            |
| 1991年（平成03年） | 3,082            |
| 1992年（平成04年） | 3,230            |
| 1993年（平成05年） | 2,970            |
| 1994年（平成06年） | 2,904            |
| 1995年（平成07年） | 2,226            |
| 1996年（平成08年） | 2,940            |
| 1997年（平成09年） | 2,578            |
| 1998年（平成10年） | 2,400            |
| 1999年（平成11年） | 2,438            |
| 2000年（平成12年） | 2,232            |
| 2001年（平成13年） | 2,068            |
| 2002年（平成14年） | 2,016            |
| 2003年（平成15年） | 2,019            |
| 2004年（平成16年） | 2,033            |
| 2005年（平成17年） | 2,014            |
| 2006年（平成18年） | 1,685            |
| 2007年（平成19年） | 1,775            |
| 2008年（平成20年） | 1,727            |
| 2009年（平成21年） | 1,597            |
| 2010年（平成22年） | 1,641            |
| 2011年（平成23年） | 1,740            |
| 2012年（平成24年） | 1,765            |
| 2013年（平成25年） | 1,671            |
| 2014年（平成26年） | 1,589            |
| 2015年（平成27年） | 1,617            |
| 2016年（平成28年） | 1,526            |
| 2017年（平成29年） | 1,532            |
| 2018年（平成30年） | 1,674            |
| 2019年（令和元年） | 1,620            |

## 駅周辺
- 神戸新交通本社[1]
- TOA本社[1]
  - ジーベックホール
- アシックス神戸本社[1]
  - アシックススポーツミュージアム
- TASAKIジュエリービル[1]
- 神戸風月堂ゴーフル劇場
- コナミ神戸ビル
- ホテルパールシティ神戸
- 港島ふれあいセンター
- 神戸市立港島児童館
- 港島東児童公園
- 神戸市立義務教育学校港島学園
- 神戸市立港島幼稚園
- 東洋テック神戸支店
- UCCコーヒー博物館
- 神戸市立青少年科学館
- 日本芸術会館
- みなとじま駅（徒歩約10分）

### バス路線
ふれあいセンターバス停（駅北側）
- 神姫バス
  - ハーバーランド経由神戸駅南口行き
  - 中央市民病院行き

## その他
- 1989年公開の映画『べっぴんの町』に、当駅でのロケシーンがある。

## 隣の駅
神戸新交通
■ポートアイランド線（ポートライナー）
※北埠頭・三宮方面への一方向のみ運行
南公園駅 (PL07) → 中埠頭駅 (PL08) → 北埠頭駅 (PL09)